# فوسا (حيوان)
الفوسا حيوان ثديي آكل للحوم يتواجد في جزيرة مدغشقر فقط، يتغذى الفوسا على قرد الليمور فقط، ويعتبر الفوسا حيوان مُنعزل، وتتراوح أعداد الصغار من سبعة إلى أربعة وتتفتح أعينهم بعد 15 يوما من الولادة. الخطر الذي يهدد الفوسا هو الإنسان، حيث تتراوح أعداد هذه الحيوانات إلى 2500 فرد فقط في مدغشقر، وحيوان الفوسا من الحيوانات غير الخطيرة.
هذا النوع منتشر على نطاق واسع، على الرغم من أن الكثافة السكانية عادة ما تكون مُنخفضة. يوجد فقط في الموائل الحرجية، ويصطاد بنشاط ليلًا ونهارًا. أكثر من 50٪ من غذائها يتكون من الليمور، والرئيسيات المتوطنة الموجودة في الجزيرة؛ مثل القوارض والسحالي والطيور. يحدث التزاوج عادة في الأشجار على الأطراف الأفقية ويمكن أن يستمر لعدة ساعات. يتراوح عدد المواليد من واحد إلى ستة صغار، يولدون أعمى وبدون أسنان. الرضع يفطمون بعد 4.5 شهر ويستقلون بعد عام. النضج الجنسي يحدث في حوالي ثلاث إلى أربع سنوات من العمر، ومتوسط العمر المتوقع في الأسر هو 20 سنة. الفوسا مدرجة على أنها من الأنواع المُعرضة للخطر في القائمة الحمراء للـ IUCN.
كان تصنيف الفوسا مثيرًا للجدل لأن سماته الجسدية تشبه تلك الخاصة بالقطط، ومع ذلك تشير السمات الأخرى إلى وجود علاقة وثيقة مع زباديات. أثر تصنيفها، إلى جانب تصنيف الحيوانات آكلة اللحوم الأخرى في مدغشقر، على فرضيات حول عدد المرات التي استعمرت فيها الثدييات آكلات اللحوم مدغشقر. مع الدراسات الجينية التي تثبت أن الفوسا وجميع آكلات اللحوم الملغاشية الأخرى ترتبط ارتباطًا وثيقًا ببعضها البعض وتشكل تصنيفاً تفرعي، يُعرف باسم عائلة Eupleridae ، يُعتقد الآن أن آكلات اللحوم استعمرت الجزيرة مرة واحدة، منذ حوالي 18-20 مليون سنة.

## الصفات

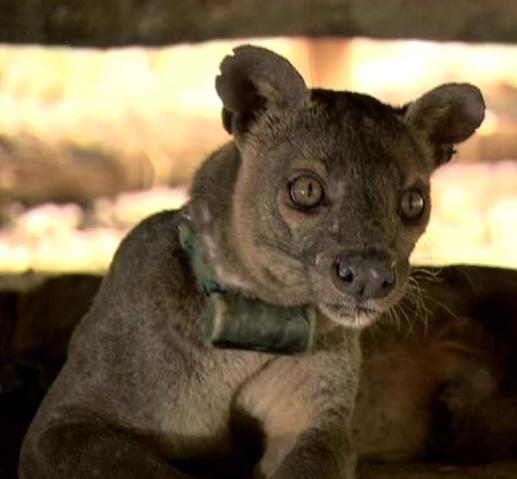

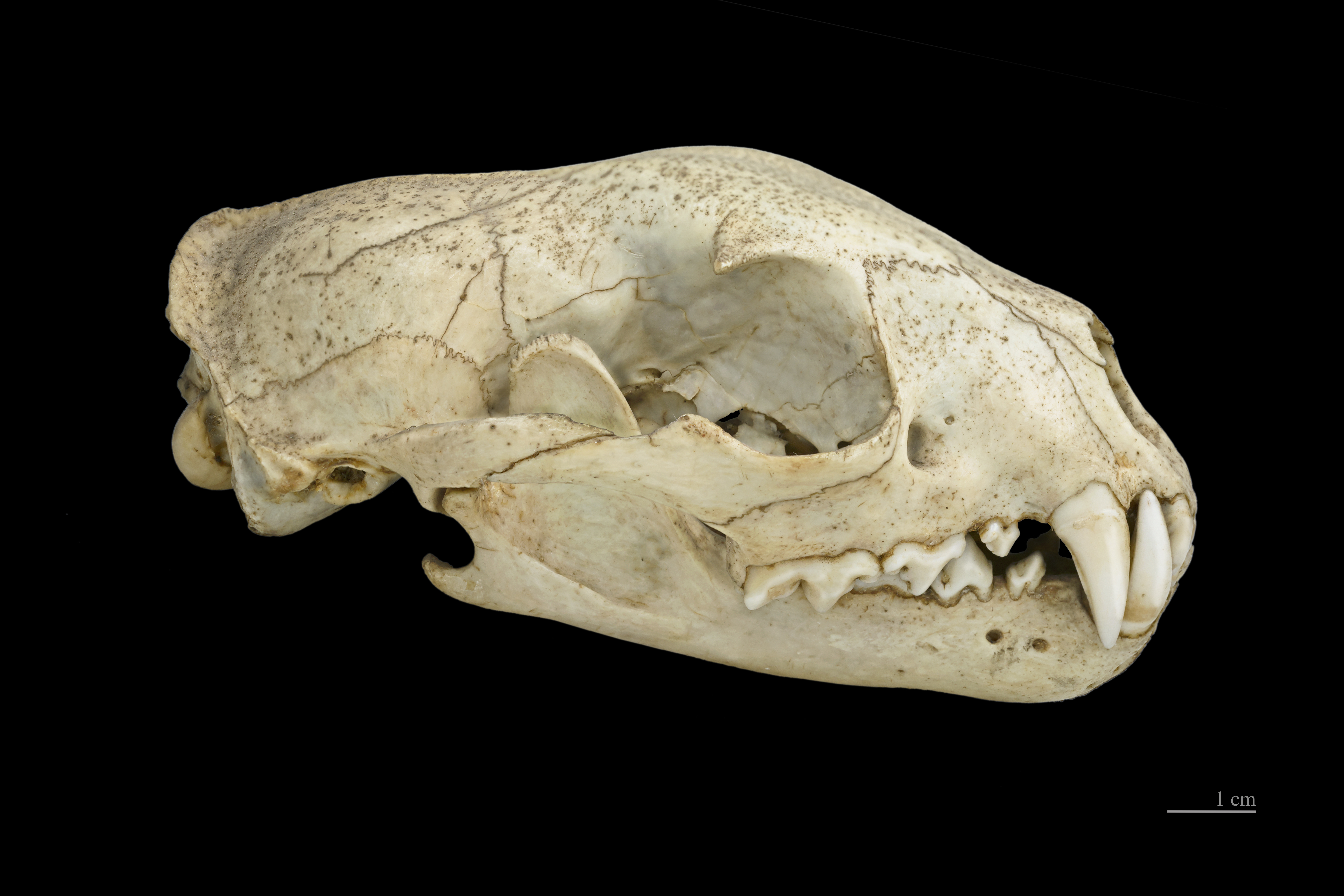
Cryptoprocta ferox

له آذان قصيرة ومدورة، وله أسنان صغيرة ويبلغ ارتفاع الكتف 37 سم، والطول من 61 - 80 سم والوزن من 5-10 كج، وهو من فصيلة الثدييات. ويعيش حوالى 20 عاما. الذكر أكبر حجما من الأنثى، له شعر قصير بني مائل إلى الحمرة. , ويشبه الفوسا أسد الجبال،
لديه شاربين بطول وجهه وله مخالب قصيرة منحنية قابلة للانكماش، ويمشي على أخمص قدميه.